# Proboštství
Proboštství je jednak církevní instituce, jednak budova nebo komplex budov, kde sídlí probošt. Protože pojem probošt má v církevní terminologii několik významů, podobně chápeme i proboštství:
1. V původním významu, pocházejícím ze středověku, je takto označován klášter, který byl organizačně a právně závislý na „mateřském“ klášteře, případně menší klášter, který byl sice samostatný, ale bez statusu opatství.[1]
2. Označení se používá rovněž pro úřad a sídlo probošta kapituly (katedrální nebo kolegiátní).[2]
3. V římskokatolické církvi existuje též čestné proboštství jakožto vyšší status farnosti; po tomto povýšení má farář titul probošta.

## Kláštery
"Klášterní hierarchie" byla obvyklá např. u řádů benediktinů, cisterciáků a premonstrátů. Naprostá většina těchto proboštství zanikla. Nejvýznamnější z dosud existujících jsou dva kláštery, založené benediktinskými mnichy z Břevnovského kláštera, které se později osamostatnily a staly se opatstvími: Broumovský klášter a Rajhradský klášter. Nezávislá proboštství se vyskytují např. u křižovníků s červenou hvězdou.
Další proboštství:
- Police nad Metují (benediktini z Břevnova)
- Svatý Jan pod Skalou (benediktini z Ostrova)
- Velíz (benediktini z Ostrova)
- Teslín (benediktini z Ostrova)
- Klášterec nad Ohří (benediktini z Postoloprt)
- Žatec (benediktini z Postoloprt)
- Břvany (benediktini z Postoloprt)
- Přeštice (benediktini z Kladrub)
- Město Touškov (benediktini z Kladrub)
- Měřín (benediktini z Třebíče)
- Mariánská Týnice (cisterciáci z Plas)
- Česká Lípa (cisterciáci z Plas)
- Žleby (cisterciáci z Mnichova Hradiště)
- Jablonné v Podještědí (cisterciáci z Mnichova Hradiště)
- Chotěboř (cisterciáci ze Žďáru nad Sázavou)
- Pohled (cisterciáci ze Sedlce)
- Svatý Kopeček (premonstráti z Hradiska)
- Toužim (premonstráti z Milevska)
- Šternberk (augustiniáni)
- Hradiště u Znojma (křížovníci s červenou hvězdou)
- Chlum svaté Máří (křížovníci s červenou hvězdou)

## Proboštství jako sídla kapituly
- Staré proboštství na Pražském hradě (metropolitní kapitula sv. Víta)
- Staré proboštství na Vyšehradě (vyšehradská kapitula)
- Nové proboštství na Pražském hradě (metropolitní kapitula sv. Víta)
- Nové proboštství na Vyšehradě (vyšehradská kapitula)
- Kapitulní proboštství ve Staré Boleslavi (při kostelu Nanebevzetí Panny Marie)
- Kapitulní proboštství v Litoměřicích (1655–1907 součást litoměřického biskupství)
- Kapitulní proboštství v Kroměříži (kolegiátní kapitula u sv. Mořice)
- Kapitulní proboštství v Olomouci (dnes sídlo rektorátu UP a FF UP)
- Proboštství kolegiátní kapituly v Mikulově

## Farnosti se statusem proboštství
- v litoměřické diecézi:
  - Mělník
- v královéhradecké diecézi:
  - Poděbrady
  - Litomyšl
- v českobudějovické diecézi:
  - Jindřichův Hradec